# Êxodo juliano-dálmata

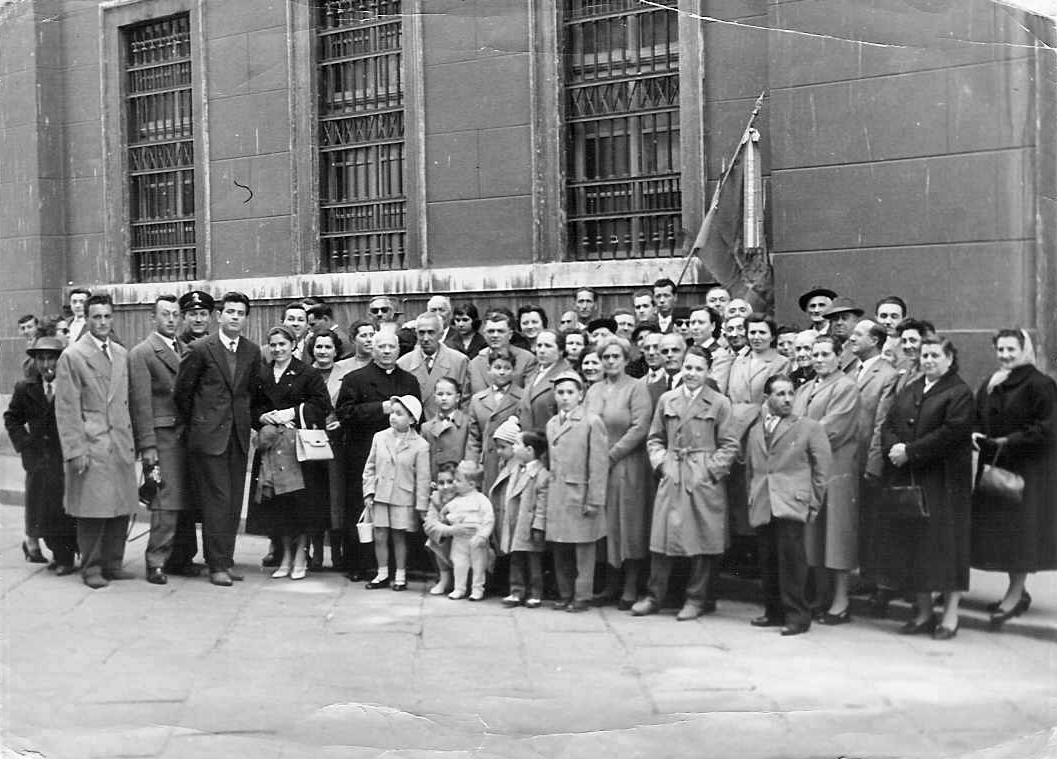
Um grupo de refugiados originários de Piemonte d'Istria em Trieste, 1959

O êxodo juliano-dálmata, também conhecido como êxodo istriano, é um evento histórico que consiste na diáspora forçada da maioria dos cidadãos de etnia e língua italianas que se verificou a partir do fim da Segunda Guerra Mundial nos territórios do Reino da Itália ocupados pelo Exécito Popular de Libertação da Iugoslávia comandado pelo marechal Josip Broz Tito e sucessivamente anexados à República Socialista Federal da Iugoslávia. O fenômeno, posterior aos massacres das foibas, envolveu todos aqueles que questionavam o novo governo iugoslavo e foi particularmente relevante na Ístria, onde inteiras localidades foram esvaziadas e seus cidadãos foram obrigados a fugir para o exílio. O fenômeno ocorreu em todos os territórios cedidos pela Itália como previsto pelo Tratado de Paris e, em menor medida, em áres litorâneas Dalmácia ocupadas pela Itália durante a guerra.
Estima em cerca de 250 a 270 mil pessoas, incluído um certo número de croatas e eslovenos contrários ao regime comunista de Tito, tiveram de abandonar a região seus locais de residência e propriedades. É importante considerar que o êxodo ocorreu em um grande lapso temporal entre 1943 e 1956.
A maior parte dos refugiados estabeleceram-se na área contígua a Trieste e no nordeste da Itália. Um número bem menor se estabeleceu no centro-sul da Itália. A escolha pela Itália setentrional deu-se pela afinidade linguística, pela maior possibilidade de absorção pelo mercado de trabalho também pela proximidade do território de origem, na esperança que houvesse um futuro retorno que nunca ocorreu. Alguns refugiados optaram num segundo momento emigrar para o exterior, estabelecendo-se predominantemente nos Estados Unidos, Canadá, Argentina, Brasil e Venezuela. 